# Stephen Laybutt
Stephen Laybutt (Lithgow, 1977. szeptember 3. – 2024. január 13.) ausztrál válogatott labdarúgó.
Az ausztrál válogatott tagjaként részt vett a 2004-es OFC-nemzetek kupája.

## Statisztika
| Ausztrál válogatott | Ausztrál válogatott | Ausztrál válogatott |
| Időszak             | Mérk.               | gól                 |
| ------------------- | ------------------- | ------------------- |
| 2000                | 8                   | 1                   |
| 2001                | 2                   | 0                   |
| 2002                | 0                   | 0                   |
| 2003                | 1                   | 0                   |
| 2004                | 4                   | 0                   |
| Összesen            | 15                  | 1                   |